# Damjak
Damjak (tudi damjek ali jelen lopatar, znanstveno ime Dama dama) je predstavnik družine jelenov. Zraste do višine 90 cm. Tudi odrasla žival ima belo-lisast kožuh, kar je posebnost med jeleni.
Damjak je vrsta jelenov, ki so jo ponekod udomačili. Po velikosti spada med srednje velike jelene. Samica damjaka je prav tako kot pri navadnem jelenu košuta. Damjak zraste v višino okrog 1m z vštetimi rogovi pa še okrog 30 cm več. Samica je manjša in prav tako kot samec rjave barve. Trebuh ima svetlo rjav med tem, ko ima hrbet bolj temno rjav. Udomačeni damjaki so precej manj plašni kot tisti, ki jih srečamo v gozdu.